# Marco Maronese
Marco Maronese (Motta di Livenza, 25 december 1994) is een Italiaans wielrenner die anno 2019 rijdt voor Bardiani CSF.

## Carrière
In 2016 won Maronese zijn eerste UCI-wedstrijd door de Circuito del Porto op zijn naam te schrijven. In deze Italiaanse eendagskoers verwees hij Riccardo Minali en Simone Consonni naar de plaatsen twee en drie.
In 2017 werd Maronese prof bij Bardiani CSF. Zijn debuut maakte hij in de Ronde van Dubai, waar hij in de tweede etappe naar de negende plaats sprintte. Later dat jaar behaalde hij enkele top tien plaatsen in de Ronde van Langkawi en de Ronde van Hainan.

## Overwinningen
2016
Circuito del Porto

## Resultaten in voornaamste wedstrijden
|      | \| Jaar \| Amstel Gold Race \| \| ---- \| ---------------- \| \| 2017 \| opgave \| |
| Jaar | Amstel Gold Race                                                                   |
| 2017 | opgave                                                                             |

## Ploegen
- 2017 –  Bardiani CSF
- 2018 –  Bardiani CSF
- 2019 –  Bardiani CSF

Albanese · Andreetta · Barbin · Boem · Bresciani · Ciccone · Maestri · Maronese · Pacinotti · Pirazzi · Rota · Ruffoni · Simion · Sterbini · Tonelli · Velasco · Wackermann · Zardini · Fortunato (stagiair) · Orsini (stagiair)
Albanese · Andreetta · Barbin · Bresciani · Carboni · Ciccone · Guardini · Maestri · Maronese · Orsini · Rota · Savini · Senni · Simion · Sterbini · Tonelli · Wackermann
Albanese · Barbin · Bresciani · Carboni · Covili · Guardini · Maestri · Maronese · Orsini · Pessot · Romano · Rota · Savini · Senni · Simion · Tonelli · Wackermann